# 李天瑞 (1969年)
李天瑞（1969年6月14日—），男，福建莆田人，中国计算机科学家，比利时核研究中心博士后，教授，博士生导师。现为四川省云计算与智能技术省重点实验室主任、IEEE CIS成都分会副主席、中国人工智能学会粗糙集与软计算专委会常务理事。

## 生平
李天瑞自比利时回国后，建成了拥有教授、副教授以及研究生构成的60余人的研究团队，其中包含一名全国“五一”劳动奖章获得者，一名国家级有突出贡献专家，一名全国优秀教育工作者。该团队现主要研究为云计算、数据挖掘、粗糙集、图像处理等方面。

## 会员
中国计算机学会高级会员，中国人工智能学会高级会员，IEEE高级会员。

## 社会兼职
担任国际粗糙集学会筹划委员会委员，中国人工智能学会粗糙集与软计算专委会常务理事，IEEE CIS成都分会副主席。
担任IJCIS（SCI检索）地区主编，IJNG2E编委，国家自然科学基金评审委员专家，多个SCI杂志和核心期刊的审稿专家。
担任ISKE2008，CRSSC2008, ISKE2009，ISKE2010，ISKE2011, CWI2011, JRS2012程序委员会主席，IEEE GrC2009程序委员会副主席，ISKE2007程序委员会主席兼组织委员会主席，RSKT2008和FLINS2010组织委员会主席，FLINS2006数据挖掘分会主席和多个国际会议程序委员会委员。

## 论著
李天瑞教授作为第一作者发表论文80余篇，其中被国际三大检索机构(ISTP、EI、SCI)收录30余篇。论文涉及的主要内容包括：粗糙集、粒计算、数据挖掘、云计算、数据模型等。并曾获得FLINS'04国际会议优秀论文奖。
李天瑞教授编写书籍9部。编著书籍2部——《文科高等数学》、《决策粗糙集理论及其研究进展》；主编会议论文集7部——《Intelligent Decision Making Systems: Proceedings of the 4th International ISKE Conference Hasselt》、《Computational Intelligence: Foundations and Applications, Proceedings of the 9th International Flins Conference》、《Practical Applications of Intelligent Systems》、《Rough Sets and Knowledge Technology: Third International Conference, RSKT 2008》、《Knowledge Engineering and Management: Proceedings of the Sixth International Conference on Intelligent Systems and Knowledge Engineering, Shanghai, China, Dec 2011》、《Foundations of Intelligent Systems: Proceedings of the Sixth International Conference on Intelligent Systems and Knowledge Engineering》、《Rough Sets and Knowledge Technology: 7th International Conference, RSKT 2012》等。

## 成就

### 学术贡献
李天瑞已承担的科研项目共20余项，其中国际合作项目、欧共体项目、高效博士点基金项目各1项，国家自然科学基金项目4项（已完成其中的2项，分别评为“特优”和“优”）：国家自然科学基金项目(60873108) ——基于粒计算的动态知识发现中若干关键问题研究、国家自然科学基金项目(60875034) ——基于格值逻辑的语言真值α-广义归结自动推理研究等。

### 教学成果
李天瑞先后承担的教学工作包括：数据挖掘、计算智能、离散数学、数学模型等。并且因为其教学表现，获四川省优秀教学成果二等奖，陆氏优秀青年教师奖，西南交通大学校优秀教学成果一等奖。
李天瑞作为西南交通大学的ACM国际大学生程序设计竞赛总教练，指导该校学子获得ACM国际大学生程序设计竞赛亚洲区预选赛金奖1项、银奖2项、铜奖4项以及中国首届“顶嵌杯”全国嵌入式系统C语言编程大赛唯一的特等奖。